# Художественная гимнастика на летних Олимпийских играх 2020
Соревнования по художественной гимнастике на летних Олимпийских играх 2020 прошли с 6 по 8 августа 2021 года. Разыгрывалось два комплекта медалей. Соревнования состоялись в гимнастическом центре Ариакэ.

## Медали

### Общий зачёт
(Жирным выделено самое большое количество медалей в своей категории; принимающая страна также выделена)
| Общее количество медалей |          |        |         |        |       |
| Место                    | Страна   | Золото | Серебро | Бронза | Всего |
| 1                        | Израиль  | 1      | 0       | 0      | 1     |
| 1                        | Болгария | 1      | 0       | 0      | 1     |
| 3                        | ОКР      | 0      | 2       | 0      | 2     |
| 4                        | Беларусь | 0      | 0       | 1      | 1     |
| 4                        | Италия   | 0      | 0       | 1      | 1     |
| Всего                    | Всего    | 2      | 2       | 2      | 6     |

### Медалисты
| Дисциплина           | Золото                                                                                           | Серебро                                                                                               | Бронза                                                                                                  |
| Личное многоборье    | Линой Ашрам Израиль                                                                              | Дина Аверина ОКР                                                                                      | Алина Горносько Беларусь                                                                                |
| Групповое многоборье | Болгария · Симона Дянкова · Стефани Кирякова · Мадлен Радуканова · Лаура Трайтс · Эрика Зафирова | ОКР · Анастасия Близнюк · Анастасия Максимова · Анастасия Татарева · Алиса Тищенко · Ангелина Шкатова | Италия · Мартина Чентофанти · Аньезе Дуранти · Алессия Маурелли · Даниела Могуреан · Мартина Сантандреа |

## Место проведения
| Центр гимнастики Ариакэ (в центре) |
| ---------------------------------- |
| Гимнастический центр (в центре)    |
| Вместимость: 12 000                |